# Княжиківська сільська рада (Монастирищенський район)
Кня́жиківська сільська́ ра́да — адміністративно-територіальна одиниця та орган місцевого самоврядування в Монастирищенському районі Черкаської області. Адміністративний центр — село Княжики.

## Загальні відомості
- Населення ради: 660 осіб (станом на 2001 рік)

## Населені пункти
Сільській раді були підпорядковані населені пункти:
- с. Княжики

## Склад ради
Рада складалася з 14 депутатів та голови.
- Голова ради: Рабцун Володимир Володимирович
- Секретар ради: Кучерук Яніна Іванівна

### Керівний склад попередніх скликань
| Прізвище, ім'я, по батькові    | Основні відомості                                                         | Дата обрання | Дата звільнення |
| ------------------------------ | ------------------------------------------------------------------------- | ------------ | --------------- |
| Пазюк Світлана Василівна       | Сільський голова, 1958 року народження, позапартійна                      | 26.03.2006   | 31.10.2010      |
| Рабцун Володимир Володимирович | Сільський голова, 1965 року народження, освіта вища, член Партії регіонів | 31.10.2010   |                 |

Примітка: таблиця складена за даними сайту Верховної Ради України

### Депутати
За результатами місцевих виборів 2010 року депутатами ради стали:

#### За суб'єктами висування
| Суб'єкт висування               | Кількість обраних депутатів | %    |
| ------------------------------- | --------------------------- | ---- |
| Самовисування                   | 8                           | 57,1 |
| Партія регіонів                 | 3                           | 21,4 |
| Комуністична партія України     | 2                           | 14,3 |
| Політична партія «Наша Україна» | 1                           | 7,1  |

#### За округами
| № округу                        | Прізвище, ім'я, по батькові   | Дата визнання обраним | Освіта             | Партійна приналежність                | Відомості про обраного депутата            |
| ------------------------------- | ----------------------------- | --------------------- | ------------------ | ------------------------------------- | ------------------------------------------ |
| Комуністична партія України     |                               |                       |                    |                                       |                                            |
| 4                               | Мороз Тетяна Петрівна         | 08.11.2010            | середня            | член Комуністичної партії України     | тимчасово не працює                        |
| 14                              | Трохимчук Григорій Михайлович | 08.11.2010            | середня            | член Комуністичної партії України     | пенсіонер                                  |
| Партія регіонів                 |                               |                       |                    |                                       |                                            |
| 1                               | Мулик Катерина Євгенівна      | 08.11.2010            | середня спеціальна | член Партії регіонів                  | пенсіонер                                  |
| 2                               | Гаврищук Галина Миколаївна    | 08.11.2010            | середня            | позапартійна                          | пенсіонер                                  |
| 13                              | Кучерук Яніна Іванівна        | 08.11.2010            | вища               | член Партії регіонів                  | тимчасово не працює                        |
| Політична партія «Наша Україна» |                               |                       |                    |                                       |                                            |
| 6                               | Грицула Михайло Дмитрович     | 08.11.2010            | вища               | член Політичної партії «Наша Україна» | пенсіонер                                  |
| Самовисування                   |                               |                       |                    |                                       |                                            |
| 3                               | Іванова Валентина Афанасівна  | 08.11.2010            | середня спеціальна | позапартійна                          | РЕМ, контролер                             |
| 5                               | Гребельський Василь Семенович | 08.11.2010            | вища               | позапартійний                         | пенсіонер                                  |
| 7                               | Кравченко Інна Миколаївна     | 08.11.2010            | вища               | позапартійна                          | д/с «Сонечко», завідувачка                 |
| 8                               | Король Іван Олександрович     | 08.11.2010            | середня            | позапартійний                         | тимчасово не працює                        |
| 9                               | Смілянець Антоніна Антонівна  | 08.11.2010            | вища               | позапартійна                          | пенсіонер                                  |
| 10                              | Жук Тетяна Григорівна         | 08.11.2010            | середня спеціальна | позапартійна                          | Княжиківська сільська рада, секретар       |
| 11                              | Сліпенька Валентина Євгенівна | 08.11.2010            | середня            | позапартійна                          | тимчасово не працює                        |
| 12                              | Сліпенька Лідія Петрівна      | 08.11.2010            | середня спеціальна | позапартійна                          | Княжиківська сільська рада, землевпорядчик |